# Tarawa

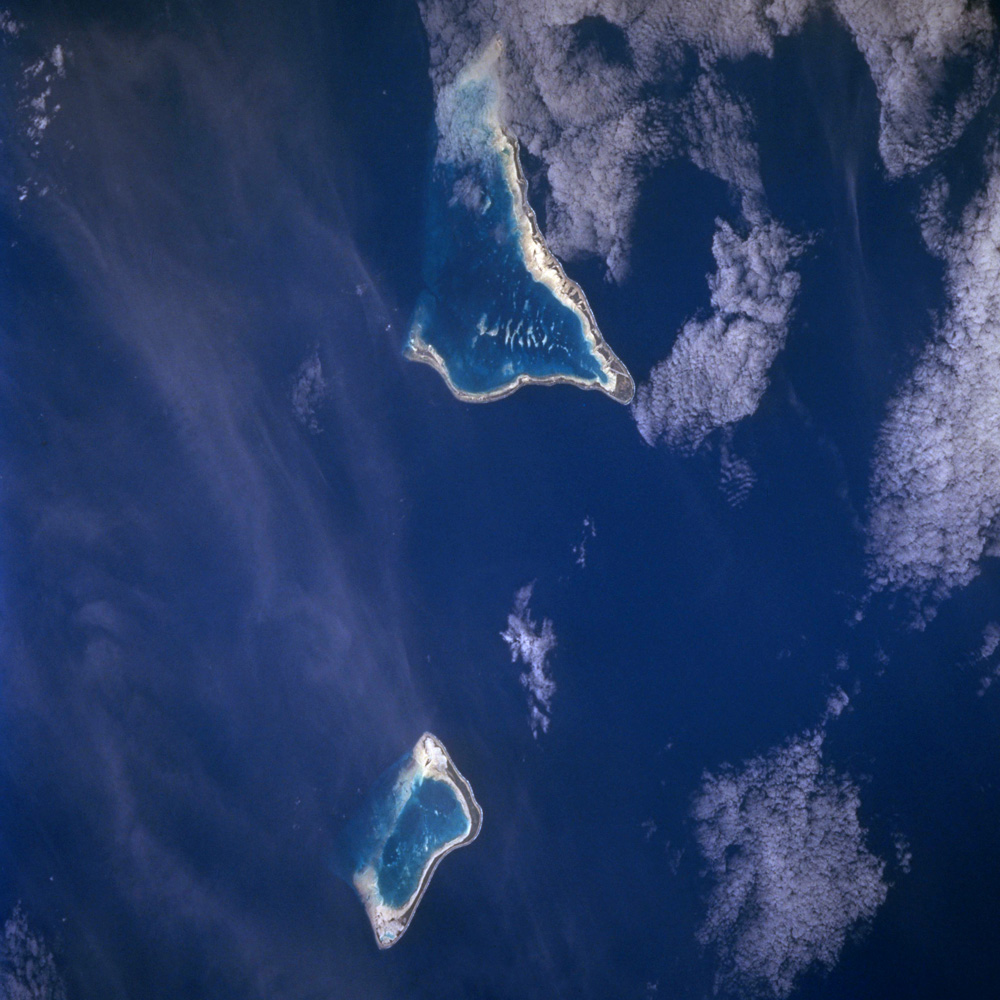
Tarawa (norte) y Maiana (sur) desde el espacio (1998).

Tarawa es un atolón en el océano Pacífico central que fue la capital de la antigua colonia británica de las Islas Gilbert y Ellice. Tarawa Sur, la parte del sur del atolón, salvo Betio, es ahora la isla capital de la República de Kiribati. La isla es famosa por haber acogido la batalla de Tarawa durante la Segunda Guerra Mundial. 

## Geografía
Tarawa está formada por un mínimo de 24 islotes, de los cuales 8 están habitadas. La ciudad más grande (Bikenibeu), el aeropuerto internacional de Tarawa y el aeropuerto de Bonriki se encuentran en el Tarawa Sur (Bairiki).

### Islotes

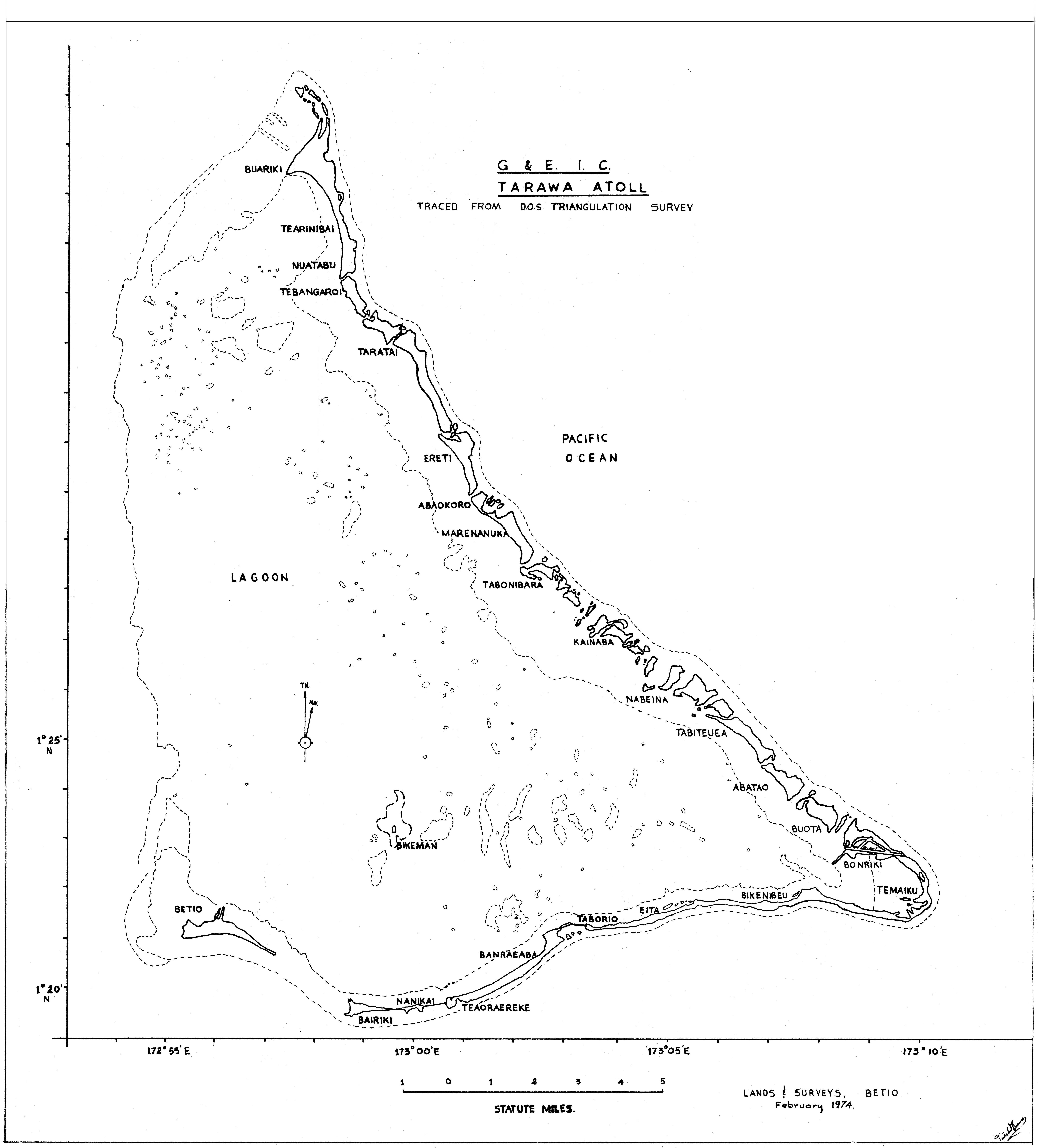
Aldeas de Tarawa.

- Abanuea (sumergido desde 1999 por cambio de corrientes oceánicas y aumento del nivel del mar)
- Abaokoro
- Abatao
- Bairiki (Tarawa Sur)
- Betio
- Bikeman (sumergido por cambio de corrientes oceánicas)
- Biketawa
- Bonriki
- Buariki
- Buota
- Kainaba
- Marenanuka
- Na'a
- Nabeina
- Notoua
- Nuatabu
- Tabiang
- Tabiteuea
- Tabonibara
- Taratai
- Tearinibai
- Tebua Tarawa (sumergido desde 1999 por cambio de corrientes oceánicas y aumento del nivel del mar)
- Temaiku

### Pueblos y aldeas
Abatao - Bairiki (Tarawa Sur) - Bikenibeu - Bonriki - Buariki - Buota - Eita - Marenanuka - Taborio - Teaoraereke

## Administración
Este atolón tiene tres subdivisiones administrativas:
- Teinainano Urban Council (or TUC, en inglés), de Bairiki a Bonriki, y conocido en inglés como South Tarawa, es la capital de la república;
- Betio Town Council (or BTC), en el islote de Betio;
- North Tarawa o Tarawa Ieta (todos los islotes de la parte norte).

El principal centro administrativo de la República de Kiribati se encuentra en la isla de Bairiki, uno de los islotes en el sur de Tarawa. Pero el Parlamento se encuentra situado en el islote de Amboy; parte de la administración está en Betio o en Bikenibeu e incluso una en Kiritimati.

## Historia

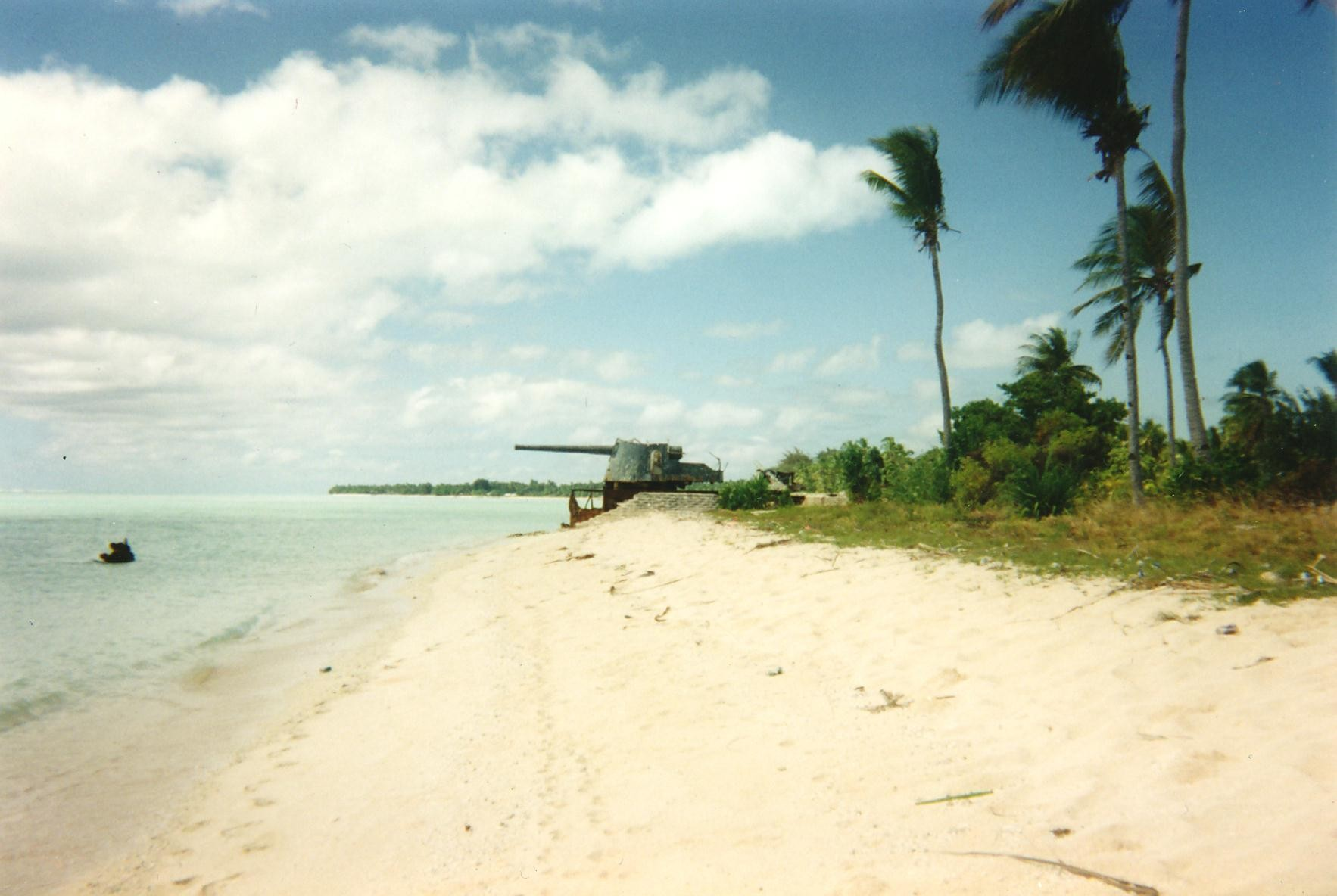
Defensas japonesas de la Segunda Guerra Mundial.

Durante la Segunda Guerra Mundial Tarawa fue ocupada por las tropas japonesas y el 20 de noviembre de 1943 comenzó una sangrienta batalla (la batalla de Tarawa) cuando las tropas americanas tomaron tierra en los atolones de Tarawa y Makin bajo fuerte fuego japonés.

## Economía
En el islote de Betio se encuentra el principal puerto, a través del cual se exporta la copra y las perlas, constituyendo estas los principales productos de exportación de la isla.

## Demografía
La población en 1990 era de 28.802 personas. La población es principalmente de origen micronesio.
El libro The Sex Lives of Cannibals por J. Maarten Troost es una narración cómica de los dos años que pasó el autor en la isla de Tarawa.